# Malimba
Malimba (auch Lemba, Limba, Mudima und Mulimba) ist eine Bantusprache und wird von circa 2230 Menschen in Kamerun gesprochen. 
Sie ist nördlich der Stadt Edéa im Département Sanaga-Maritime in der Region Littoral verbreitet.

## Klassifikation
Malimba ist eine Nordwest-Bantusprache und gehört zur Duala-Gruppe, die als Guthrie-Zone A20 klassifiziert wird.